# Breaktrance
Breaktrance je hudební žánr; kombinace různých breakbeatových a trancových (hl. uplifting trance a progressive trance) stylů. Obsahuje breakbeatovou rytmiku a typické trancové melodie apod. elementy, které z toho žánru dělají především podstyl trancu, nežli breakbeatu.

## Interpreti
- Dave London
- General Midi
- Hybrid
- Christian J
- Sasha
- Way Out West

## Vydavatelství
- Distinct'ive Breaks Records